# Miguel Caja de Leruela
Miguel Caxa (modernizado a Caja) de Leruela (Palomera, provincia de Cuenca, 5 de mayo de 1562 - Palomera, provincia de Cuenca, circa 1632), fue un economista (mejor que arbitrista), jurista y magistrado español. 

## Biografía
Estudió leyes y ejerció como abogado en Madrid. Fue designado juez a comienzos del siglo XVII. Entre 1623 y 1625 fue alcalde Mayor Entregador de la Mesta, la famosa liga de hacendados ganaderos, cargo que suponía ser el “juez de letras que visitaba los partidos y conocía de las causas concernientes a ganados y pastos”, lo que le permitió un completo y cercano análisis de los problemas de la ganadería en España. En 1625 presentó un memorial a las Cortes que fue publicado en 1627 como Discurso sobre la principal causa y reparo de la necesidad común, carestía general y despoblación de estos reinos. Sus propuestas agronómicas se adelantaron a las teorías del siglo XVIII. Sostiene aquí que el declive de España era debido a la falta de ovejas y ganado entre campesinos y pequeños propietarios de tierras (los rebaños de la Mesta eran migratorios y, lejos de ayudar a mantener cierto equilibrio en la vida agrícola, eran un obstáculo para ello, de manera que sus teorías no eran una simple vindicación de su profesión. Por ello recomendaba al estado que, como nadie tenía derecho a vivir de rentas, expropiara o controlara severamente las grandes propiedades.
En 1631 publicó en Nápoles, siendo fiscal de la Visita del Reino de Nápoles, un lugar donde la trashumancia era también importante y que le ofrecía así una visión comparativa de la política ganadera, su Restauración de la abundancia de España, en la que recogió y amplió las ideas expuestas en el Discurso. Su pensamiento económico se centraba en la ganadería como fuente de riqueza, de todas formas es interesante el análisis que realiza sobre las causas de los problemas de la economía española. Caxa de Leruela mantenía que el oro traído desde el continente americano no había dado lugar a una gran prosperidad. En efecto él dice:

No bastan las riquezas y tesoros que las monarquías acumulan de otras provincias, a suplir el defecto de los frutos nativos de la patria. Antes son causa de distraerse los naturales, y dejar sus propias tierras incultas, como ha sucedido en España. Pues, cuanto oro y plata le entra de las Indias parece tesoro de duendes, y que el mismo viento que lo trae lo lleva, después que los españoles pusieron su felicidad temporal en adquirir estos metales, menospreciando sus labores y pastorías.

Este libro incluye uno de los análisis más interesantes y detallados de la economía española del siglo XVII, junto, pero no mezclado, con el inevitable y tópico elogio de Edad de oro, identificada con la abundancia de ganado y la literatura pastoril de églogas y novelas pastoriles. Por ello exalta al ganado y la vida pastoril con su carácter utópico y bucólico, mientras que en otras partes examina más materialmente las causas económicas de la crisis y sus posibles soluciones. En su obra Caxa de Leruela presenta un concepto basado en una nacionalización de los pastos y que a cada campesino se le provea de un número suficiente de cabezas de ganado para que pueda ganarse su sustento conjuntamente con sus actividades de agricultor, complementarias e imprescindibles.
Todos los estudiosos del autor concuerdan en que su última inspiración es socialista, y uno de los más recientes, Jean Paul Le Flem, afirma que Caxa de Leruela defiende “una especie de socialismo agrario fundado en la ganadería y asentado en una clase media de ganaderos”. Es considerado un precedente de la teoría económica de los rendimientos marginales decrecientes, pues más que defender la Mesta, defiende los minifundios y ataca determinados aspectos de esta institución y de sus oficiales —alcaldes entregadores, arrendadores— y, particularmente, de los ganaderos poderosos, ricos y trashumantes que “no son los convenientes a la República”.

## LaRestauración de la abundancia en España(1631) y laPragmáticade 1633
Según Francisco Arias Solís, está dividida en tres partes: un análisis de la situación agraria de España, que reside en la crisis del ganado alrededor de 1627, y donde defiende a la Mesta, cuya unidad trata de rehacer. La segunda parte estudia los males que sufre el pastoreo y los remedios jurídicos y políticos para su desaparición; y aunque es favorable a la ganadería, no ignora Caxa de Leruela que su ideal exige una armonía entre pastor y labrador, y así busca “unir a la labranza y a la crianza en la casa de un padre de familia para que se ayuden y favorezcan en sus quiebras... Con esto el pastor querrá ser también labrador, y el labrador ganadero”. Por último, en la tercera parte, propone una serie de remedios globales y un nuevo ideal ganadero, pues “la común naturaleza apetece la igualdad de las haciendas, y no consiente sobresaliente alguno fuera del modo que ama la perfección de todas las cosas”.
Señala Miguel Artola que

Es muy probable que el libro de Caxa de Leruela, que contó para su publicación con el apoyo financiero de las Cortes de Castilla y del mismo Concejo de la Mesta, inspirara la Pragmática de 4 de marzo de 1633 a favor de los ganados, una de las piezas legislativas más importantes de las promulgadas en el siglo XVII respecto al sector agrario.

En efecto, en dicha Pragmática el Rey se adjudicaba el derecho de regularizar las condiciones en las cuales toda la tierra de pastoreo (o sea, seis séptimas partes de la superficie del país) sería arrendada en España, fijaba las rentas a perpetuidad, daba a los arrendatarios absoluto derecho de acceso, hizo los contratos irrevocables y hereditarios, prohibió que fuesen labradas las tierras, limitó el número de ganado que debía pacer por hectárea y nombró comisiones para que velaran por el perfecto cumplimiento de todo ello.

## Obras
- Señor. El Licenciado Miguel Caxa Alcalde mayor entregador que fue de Mestas y Cañadas. Dize, que estando Alonso de Oquendo Procurador de Cortes, y Comisario del Reyno, en el vltimo Concejo de la Mesta que se hizo en Pinto, presidiendo [...], 1601.
- Señor. El Licenciado Miguel Caxa Alcalde mayor entregador que fue de Mestas, y cañadas. Dize, que auiendo reconocido el cuydado de V. Magestad, y el desuelo del Reyno para la reformacion de los excessos de los ministros de la comission [...], 1601.
- Discurso sobre la principal causa y reparo de la necesidad común, carestía general y despoblación destos reynos, Madrid, 1627.
- Restauración de la abundancia de España, o prestantíssimo, único y fácil reparo de su carestía presente, Nápoles, Lázaro Scorigio, 1631; reimpreso en Madrid (1713, 1732, 1975.